# Recep Niyaz
Recep Niyaz (Denizli, 1 januari 1995) is een Turks voetballer die bij voorkeur als offensieve middenvelder speelt. Hij stroomde in 2011 door vanuit de jeugd van Fenerbahçe.

## Clubcarrière
Niyaz werd in 2005 opgenomen in de jeugd van Denizlispor. In 2010 stapte hij over naar die van Fenerbahçe SK. Op 16 juni 2010 tekende hij daarvoor zijn eerste profcontract. Niyaz scoorde negen doelpunten in veertien wedstrijden voor het tweede elftal. Op 16 januari 2012 debuteerde hij in het eerste elftal, tegen Manisaspor. Op 12 december 2012 scoorde hij zijn eerste doelpunt voor Fener, in de beker tegen Göztepe Izmir.

## Interlandcarrière
Niyaz scoorde voor Turkije -15 vier doelpunten in acht wedstrijden. Voor Turkije -16 scoorde hij vier doelpunten in veertien wedstrijden en voor Turkije -17 scoorde hij viermaal in achttien wedstrijden. Voor Turkije -18 had hij acht wedstrijden nodig om aan een totaal van vijf doelpunten te komen. Niyaz debuteerde in 2012 in Turkije -19.